# Giancarlo Serenelli
Giancarlo "Gato" Serenelli Pellechia (Caracas, 10 de julho de 1981) é um automobilista venezuelano.

## Carreira
Após começar sua carreira no kart, Serenelli ingressa nos monopostos em 1997, quando corre na Fórmula Ford de seu país, conquistando seu primeiro título três anos mais tarde. Em 2001, corre na Fórmula Renault 2.0 Italia, mas os resultados não foram satisfatórios e ele voltou à F-Ford, conquistando o bicampeonato em 2002.
Entre 2002 e 2005, "Gato" esteve inativo no automobilismo, retornando para a disputa da Fórmula Renault 2.0 Eurocup. Obteve o vice-campeonato da Fórmula Renault 2000 de America (atual Panam GP Series) na temporada 2006-07.
Serenelli voltaria a ser campeão de uma categoria automobilística em 2008, com o título da LATAM Challenge Series, sagrando-se tricampeão da mesma em 2010 e 2011. Neste último ano, corre na SEAT Leon Supercopa Mexico, sem muito sucesso.

## Auto GP e GP2
Em 2012, "Gato" Serenelli compete simultaneamente por duas categorias, a Auto GP, pilotando pela equipe Ombra Racing, tendo como melhor resultado um quarto lugar na primeira corrida da Hungria, e na GP2 Series, onde pilotou pela equipe ítalo-venezuelana Venezuela GP Lazarus. Foi o único piloto acima dos 30 anos de idade a correr nesta última, tendo apenas um 16º lugar na sprint-race de Valência como melhor desempenho. Perdeu sua vaga após a rodada-dupla de Hungaroring, que posteriormente foi herdada pelo austríaco René Binder. 
Voltou a correr em 2013, na Indy Lights. Participou de 4 etapas, ao serviço da equipe Belardi Auto Racing, ficando em 10º lugar na classificação, com 97 pontos ganhos.